# Педерсен, Сьюзан (историк)
Сьюзан Педерсен (англ. Susan G. Pedersen; род. 31 августа 1959, Токио) — канадский историк, британовед, специалист по Британской империи, а также по сравнительной европейской и международной истории. Доктор философии (1989), именной профессор (Morris Professor) Колумбийского университета. Член Американской академии искусств и наук (2016). Лауреат Allan Sharlin Memorial Book Award (1994).
Дочь канадских миссионеров, она провела детство в Японии и Миннесоте.
Окончила Радклиффский колледж (бакалавр социальных наук summa cum laude, 1982), в Гарварде получила и степени магистра (1983), доктора философии по истории (1989). Являлась профессором истории в Гарварде и деканом до перехода в Колумбийский университет в 2003 году. В 2014 году читала Ford Lectures, в 2017 году — Nicolai Rubinstein Lecture. Регулярно публикуется в London Review of Books.
Первая книга — Family, Dependence, and the Origins of the Welfare State: Britain and France, 1914—1945 (Cambridge University Press, 1993). Биограф Элеанор Рэтбоун, которой была посвящена её вторая книга, вышедшая в издательстве Йельского университета в 2004 году.
Автор книги о Лиге Наций The Guardians: The League of Nations and the Crisis of Empire (Oxford University Press, 2015), над которой работала десять лет и за которую удостоилась Cundill Prize.
Замужем, двое детей.